# Alina Lipp

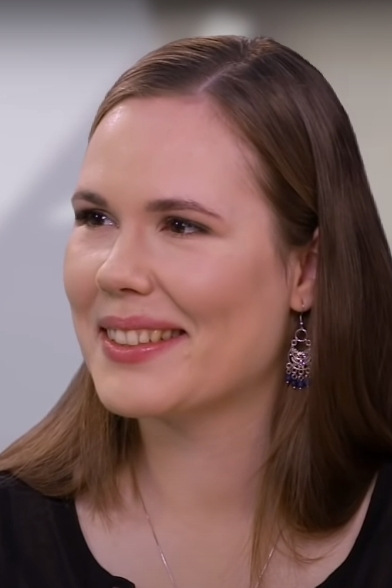
Alina Lipp, 2022

Alina Lipp (* 17. September 1993 in Hamburg) ist eine in Russland bzw. in russisch besetzten Gebieten der Ukraine lebende deutsche Bloggerin. Sie verbreitet prorussische Propaganda und Falschinformationen im deutsch- und russischsprachigen Raum. Sie wurde im Jahr 2025 von der EU sanktioniert.

## Herkunft
Lipps Mutter ist Deutsche, ihr Vater Russe, sie selbst ist deutsche Staatsangehörige. In der in Achim (Landkreis Verden) lebenden Familie wurde nach Lipps Angaben ausschließlich Deutsch gesprochen, sie habe erst nach ihrem Abitur 2012 am Cato Bontjes van Beek-Gymnasium Russisch gelernt. Ihr Vater, in Deutschland Unternehmer, zog Ende 2017 auf die russisch besetzte Krim. Lipp erlangte 2018 einen Bachelorabschluss in Umweltsicherung an der Universität Hildesheim. Zudem gibt sie an, einen Masterabschluss in Nachhaltigkeitswissenschaften erworben zu haben.

## Aktivität
Lipp besuchte mehrmals auf der besetzten Krim ihren Vater und geriet „dort immer mehr in sein ideologisches Fahrwasser“. Im Januar 2019 begann sie den YouTube-Kanal Glücklich auf der Krim als Reisebloggerin und lud zum Urlaub in das Haus ihres Vaters ein. Rasch folgte prorussische Propaganda. Sie beendete zum 31. Dezember 2020 ihre Mitgliedschaft bei den Grünen, die sie mittlerweile als „antirussisch“ bezeichnet, und wurde Vorsitzende des Vereins Freunde der Krim Deutschland e.V. In ihrem Nachfolge-Kanal DruschbaFM veröffentlichte Lipp unter anderem Interviews mit den Verschwörungstheoretikern Daniele Ganser und Dirk Pohlmann. Mit Ende ihres Umweltschutzstudiums wurde sie in der Querdenken-Szene aktiv. Im November 2021 zog sie für einige Zeit in die Ostukraine nach Donezk, der de facto Hauptstadt der sogenannten „Volksrepublik Donezk“, und beantragte für den damaligen innerukrainischen Frontbereich, die „graue Zone“, eine Akkreditierung als Journalistin, die sie mit der Fürsprache eines Bekannten erhielt. Seitdem betreibt sie einen eigenen Telegram-Kanal mit rund 187.000 Abonnenten. Sie hat die Staatsangehörigkeit der nicht anerkannten „Volksrepublik Donezk“. Sie wurde im Jahr 2024 mit der staatlichen Puschkin-Medaille ausgezeichnet für ihre Verdienste als „mutige Journalistin“. Dies ist die höchste Auszeichnung für kulturelle Leistungen in Russland.
Sie gehört zu den maßgeblichen Köpfen eines Netzwerks, das unzufriedene Leute aus dem Westen für den Umzug nach Russland gewinnen soll.

## Verbreitung von Falschinformationen
Vor allem auf Telegram, aber auch auf anderen Kanälen, unterstützt Lipp für ein deutsch- und russischsprachiges Publikum insbesondere den russischen Überfall auf die Ukraine. Zudem verbreitet sie Inhalte, die sich mit einem angeblich radikal anti-russischen Stimmungsbild in Deutschland befassen und die weitestgehend den russischen Narrativen entsprechen – ebenso wie ihre negative Darstellung Deutschlands und des Lebens in Deutschland für russischsprachiges Publikum. Lipp arbeitet mit dem in Russland lebenden Blogger Thomas Röper zusammen, der ebenso prorussische Propaganda verbreitet. Sie war mehrmals in russischen, staatsgeführten Fernsehsendern zu Gast, beispielsweise bei Swesda, dem Sender des russischen Verteidigungsministeriums. Sie gilt innerhalb der Szene in Deutschland und Russland als gut vernetzt.
Seit 2022 ermittelt die Staatsanwaltschaft Göttingen gegen Lipp wegen Anfangsverdachts der Belohnung und Billigung von Straftaten nach § 140 Nr. 2 Strafgesetzbuch (StGB) und wirft ihr vor, mehrmals den russischen Angriffskrieg gegen die Ukraine gutgeheißen zu haben, der laut der Staatsanwaltschaft ein Verbrechen der Aggression nach § 13 Absatz 1 Völkerstrafgesetzbuch darstellt. In diesem Zusammenhang wurde auch eine vierstellige Summe von ihrem Konto sichergestellt, der Großteil ihres Vermögens war jedoch bereits nach Russland transferiert worden. Die Ermittlungen wurden vorläufig eingestellt, „da sich die Beschuldigte derzeit nicht in Deutschland aufhält“. Seit den Ermittlungen tritt Alina Lipp in Russland als Opfer politischer Verfolgung auf. Ein weiteres Verfahren läuft gegen sie wegen Verwendung von Kennzeichen verfassungswidriger Organisationen und eines wegen verbotener Mitteilungen über Gerichtsverhandlungen, da sie einen Gerichtsbeschluss veröffentlicht hatte. Diese Verfahren sind vorläufig eingestellt, da sie für die deutschen Behörden nicht erreichbar ist.
Das Weblog Volksverpetzer veröffentlichte einen Beitrag, in dem mehrere Falschnachrichten von Lipp widerlegt wurden. Unter anderem verbreitete Lipp eine Meldung, wonach angeblich in der Ukraine noch lebenden, bewusstlosen Menschen Organe von „schwarzen Transplantologen“ entnommen und verkauft würden. Für diese Nachricht lieferte sie keinerlei Belege. Zudem behauptete Lipp auf ihrem Kanal, die Bombardierung der Geburtsklinik in Mariupol, welche vier Todesfälle und eine Totgeburt zur Folge hatte, sei nicht von Russland, sondern von der Ukraine selbst verübt worden. Der russische Außenminister Sergei Lawrow gab aber selbst zu, dass die Klinik von russischen Truppen bombardiert wurde. Er behauptete allerdings, dass es dort keine Zivilisten mehr gegeben habe.
Lipp leugnet auch das russische Massaker in Butscha mit mehr als 400 Toten.
Im August 2023 verbreitete Lipp auf ihrem Telegram-Kanal die Falschmeldung, dass eine Kinderklinik in Toronto Geschlechtsumwandlungen an Neugeborenen durchführe. Die besagte Klinik dementierte diese Behauptung auf Nachfrage des Belarusian Investigative Centers.
Nach dem Terrorangriff der Hamas auf Israel Anfang Oktober 2023 schrieb Lipp auf ihrem Kanal, dass ukrainische Geflüchtete „gegen Geld für die Hamas arbeiten“ würden und „ihnen Fotos/Videos von den benötigten Anlagen, die nun angegriffen und erobert wurden“, gegeben würden, wofür es keinerlei Beweise gibt. Als Beleg für die Behauptung, die Ukraine habe einen Teil der vom Westen gelieferten Waffen an die Hamas verkauft, teilte Lipp ein Video, auf dem Dutzende angeblich von der israelischen Armee im Gazastreifen beschlagnahmte Granatwerfer zu sehen waren. Woher die Granatwerfer stammten und wann und wo dieses Video aufgenommen wurde, ist nicht bekannt. Zudem teilte Lipp einen Post zum Einschlag einer Rakete vor dem al-Ahli-al-Arabi-Krankenhaus in Gaza am 17. Oktober 2023; sie veröffentlichte auch die deutsche Übersetzung dieses in Russisch gehaltenen Beitrags. In diesem Post war auch davon die Rede, dass Israel beschlossen habe, „den Holocaust an den Bewohnern der palästinensischen Gebiete zu wiederholen“.
Im Dezember 2024 verbreitete sie die Falschinformation einer russischen Propaganda-Website, in dem es hieß, Deutschland plane ein Migrationsabkommen mit Kenia für den  „Import“ von 1,9 Millionen Arbeitskräften aus dem ostafrikanischen Land.

### Sanktionen der EU
Lipp wurde am 20. Mai 2025 vom Europäischen Rat auf die Sanktionsliste der EU gegen Russland gesetzt. Sie verbreite systematisch Fehlinformationen über den russischen Angriffskrieg gegen die Ukraine, damit die deutsche Bevölkerung die Ukraine weniger unterstütze. Sie beteilige sich an Handlungen der russischen Regierung, „die die Sicherheit und Stabilität in der Union und in einem Drittland (Ukraine) untergraben oder bedrohen, durch den Einsatz koordinierter Informationsmanipulation und Einflussnahme“. Die EU-Verordnung wirft Lipp weiter vor, als Kriegskorrespondentin mit russischen Streitkräften im Osten der Ukraine in Kontakt zu sein und auf dem Weg Kriegspropaganda zu verbreiten. Dazu trete sie regelmäßig in Sendungen des russischen Militärsenders Swesda auf. Die Sanktionen umfassen Reisebeschränkungen, das Einfrieren von Vermögenswerten sowie das Verbot der Bereitstellung von Geldern oder anderen wirtschaftlichen Ressourcen. Neben Lipp wurde auch der deutsche prorussische Blogger Thomas Röper sanktioniert.

## Rezeption
Die dreiteilige Dokumentation The Princess of Disinformation – Alina Lipp und Putins Krieg, produziert von finally-Studio im Auftrag des ZDF, wurde im Rahmen der Fernsehreihe Die Spur ab dem 6. September 2023 im ZDF gezeigt (Episodentitel: Wie wird man Alina Lipp?, Der Krieg und die Wahrheit und Der lange Arm des Kreml).